# Japan Open 1994
Die Japan Open 1994 im Badminton fanden vom 19. bis zum 23. Januar 1994 in Yoyogi, Tokio, statt. Das Preisgeld betrug 110.000 US-Dollar, was dem Turnier zu einem Fünf-Sterne-Status im Grand-Prix-Circuit verhalf.

## Sieger und Platzierte
| Disziplin    | Gold                                    | Silber                                   | Bronze                             |
| ------------ | --------------------------------------- | ---------------------------------------- | ---------------------------------- |
| Herreneinzel | Ardy Wiranata                           | Heryanto Arbi                            | Jens Olsson                        |
| Herreneinzel | Ardy Wiranata                           | Heryanto Arbi                            | Joko Suprianto                     |
| Dameneinzel  | Susi Susanti                            | Ye Zhaoying                              | Pernille Nedergaard                |
| Dameneinzel  | Susi Susanti                            | Ye Zhaoying                              | Camilla Martin                     |
| Herrendoppel | Ricky Subagja Denny Kantono             | Pramote Teerawiwatana Sakrapee Thongsari | Jon Holst-Christensen Thomas Lund  |
| Herrendoppel | Ricky Subagja Denny Kantono             | Pramote Teerawiwatana Sakrapee Thongsari | Chen Hongyong Chen Kang            |
| Damendoppel  | Chung So-young Gil Young-ah             | Finarsih Lili Tampi                      | Eliza Nathanael Zelin Resiana      |
| Damendoppel  | Chung So-young Gil Young-ah             | Finarsih Lili Tampi                      | Lotte Olsen Lisbet Stuer-Lauridsen |
| Mixed        | Jon Holst-Christensen Catrine Bengtsson | Michael Søgaard Gillian Gowers           | Christian Jakobsen Lotte Olsen     |
| Mixed        | Jon Holst-Christensen Catrine Bengtsson | Michael Søgaard Gillian Gowers           | Thomas Lund Marlene Thomsen        |

## Finalergebnisse
| Disziplin    | Sieger                                  | Finalist                                 | Ergebnis            |
| ------------ | --------------------------------------- | ---------------------------------------- | ------------------- |
| Herreneinzel | Ardy Wiranata                           | Heryanto Arbi                            | 12-15, 15-6, 15-3   |
| Dameneinzel  | Susi Susanti                            | Ye Zhaoying                              | 11-6, 10-12, 11-8   |
| Herrendoppel | Ricky Subagja Denny Kantono             | Sakrapee Thongsari Pramote Teerawiwatana | 15-11, 12-15, 18-16 |
| Damendoppel  | Chung So-young Gil Young-ah             | Lili Tampi Finarsih                      | 15-11, 15-11        |
| Mixed        | Jon Holst-Christensen Catrine Bengtsson | Michael Søgaard Gillian Gowers           | 15-7, 15-9          |

## Ergebnisse

### Herreneinzel Qualifikation
- Fernando de la Torre –  Mark Manha: 15-6 / 15-2
- Hidetaka Yamada –  Andrew Ibrahim: 15-5 / 15-1
- Yuki Nakamura –  Stephenson Sylvester: 15-0 / 15-0
- Ernesto de la Torre –  Shigeru Fukuda: 15-10 / 14-17 / 15-11
- Kusamao Suzuki –  Fernando de la Torre: 15-3 / 18-13
- Shinji Ohta –  Masahuru Yamaguchi: 15-4 / 15-2

### Herreneinzel
- Kazuhiro Honda –  Lee Wei-jen: 15-5 / 15-3
- Peter Espersen –  Kusamao Suzuki: 15-5 / 15-12
- Davincy Saha –  Chiang Hong-li: 15-17 / 15-12 / 15-7
- Lin Liwen –  Hannes Fuchs: 4-15 / 15-5 / 15-5
- Sompol Kukasemkij –  Chris Bruil: 15-4 / 15-2
- Fumihiko Machida –  Kin Meng Horatius Hwang: 15-3 / 15-1
- Park Sung-woo –  Hidetaka Yamada: 15-8 / 15-5
- Michael Søgaard –  Takuya Katayama: 15-6 / 15-3
- Dong Jiong –  Pei Wee Chung: 15-11 / 15-5
- Darren Hall –  Liu En-hung: 18-16 / 9-15 / 15-8
- Jens Olsson –  Ge Cheng: 15-2 / 15-7
- Kazuhiro Shimogami –  Kevin Han: 15-7 / 15-8
- Søren B. Nielsen –  Ting Chih-chen: 15-11 / 5-15 / 15-10
- Jeroen van Dijk –  Marleve Mainaky: 15-6 / 11-15 / 15-12
- Chang Jeng-shyuang –  Yuki Nakamura: 15-8 / 8-15 / 15-0
- Ahn Jae-chang –  Erik Lia: 15-9 / 15-7
- Peter Rasmussen –  Shinji Ohta: 15-5 / 15-5
- Takahiro Suka –  Wu Chun-sheng: 15-10 / 15-6
- Peter Knowles –  Yasumasa Tsujita: 7-15 / 15-4 / 15-7
- Thomas Johansson –  Liu Jun: w.o.
- Oliver Pongratz –  Kantharoopan Ponniah: w.o.
- Joko Suprianto –  Lee Yong-sun: 15-9 / 15-1
- Peter Espersen –  Kazuhiro Honda: 15-8 / 15-2
- Hu Zhilang –  Davincy Saha: 15-11 / 15-3
- Sompol Kukasemkij –  Lin Liwen: 15-12 / 14-17 / 15-6
- Poul-Erik Høyer Larsen –  Wong Wai Lap: 15-1 / 15-5
- Park Sung-woo –  Fumihiko Machida: 15-13 / 15-5
- Ardy Wiranata –  Michael Søgaard: 15-7 / 15-7
- Dong Jiong –  Darren Hall: 15-12 / 15-18 / 17-15
- Jens Olsson –  Kazuhiro Shimogami: 15-2 / 15-5
- Hermawan Susanto –  Søren B. Nielsen: 15-11 / 15-9
- Jeroen van Dijk –  Chang Jeng-shyuang: 15-8 / 15-7
- Thomas Stuer-Lauridsen –  Ahn Jae-chang: 15-11 / 15-1
- Thomas Johansson –  Peter Rasmussen: 15-6 / 12-15 / 15-5
- Takahiro Suka –  Masahiro Ito: 15-7 / 10-15 / 18-16
- Oliver Pongratz –  Peter Knowles: 15-12 / 15-9
- Heryanto Arbi –  Muralidesan Krishnamurthy: 15-8 / 15-3
- Joko Suprianto –  Peter Espersen: 15-12 / 15-2
- Hu Zhilang –  Sompol Kukasemkij: 15-8 / 7-15 / 18-15
- Park Sung-woo –  Poul-Erik Høyer Larsen: 14-18 / 15-10 / 15-2
- Ardy Wiranata –  Dong Jiong: 15-8 / 15-8
- Jens Olsson –  Hermawan Susanto: 15-2 / 15-1
- Thomas Stuer-Lauridsen –  Jeroen van Dijk: 14-17 / 15-2 / 15-3
- Thomas Johansson –  Takahiro Suka: 15-7 / 18-14
- Heryanto Arbi –  Oliver Pongratz: 15-7 / 15-10
- Joko Suprianto –  Hu Zhilang: 15-6 / 15-7
- Ardy Wiranata –  Park Sung-woo: 18-15 / 15-10
- Jens Olsson –  Thomas Stuer-Lauridsen: 15-12 / 8-15 / 18-15
- Heryanto Arbi –  Thomas Johansson: 15-4 / 9-15 / 15-11
- Ardy Wiranata –  Joko Suprianto: 9-15 / 15-6 / 15-5
- Heryanto Arbi –  Jens Olsson: 15-10 / 15-1
- Ardy Wiranata –  Heryanto Arbi: 12-15 / 15-6 / 15-3

### Dameneinzel
- Joanne Muggeridge –  Aiko Tsuda: 11-12 / 11-1 / 11-5
- Catrine Bengtsson –  Emiri Hihara: 12-10 / 11-1
- Minarti Timur –  Denyse Julien: 12-10 / 11-8
- Lin Xiaoming –  Emi Shoji: 11-2 / 11-4
- Cheng Yin Sat –  Chin Yen Peng: 11-8 / 11-0
- Hisako Mizui –  Chen Hsiao-li: 11-6 / 11-4
- Pernille Nedergaard –  Mia Audina: 12-10 / 6-11 / 12-11
- Jihyun Marr –  Yasuko Hayashi: 11-5 / 11-0
- Si-an Deng –  Irina Serova: 11-8 / 11-4
- Shyu Yu-ling –  Chikako Nakayama: 12-11 / 11-5
- Liu Yuhong –  Junko Satoh: 11-3 / 11-1
- Chan Oi Ni –  Julie Bradbury: 11-5 / 11-7
- Ika Heny –  Miho Tanaka: 11-1 / 11-7
- Zarinah Abdullah –  Lee Suh-ling: 11-5 / 11-2
- Kanako Yonekura –  Sujitra Ekmongkolpaisarn: w.o.
- Shinobu Sasaki –  Kathy Zimmerman: w.o.
- Yuni Kartika –  Victoriya Zeluyko: w.o.
- Lee Joo Hyun –  Pornsawan Plungwech: w.o.
- Takako Ida –  Elena Nozdran: w.o.
- Yasuko Mizui –  Uiya Lazaryeva: w.o.
- Christine Magnusson –  María de la Paz Luna Félix: w.o.
- Susi Susanti –  Shen Lianfeng: 11-8 / 11-6
- Kanako Yonekura –  Joanne Muggeridge: 11-5 / 11-9
- Han Jingna –  Shinobu Sasaki: 12-11 / 12-11
- Catrine Bengtsson –  Yuni Kartika: 3-11 / 11-7 / 11-8
- Lee Joo Hyun –  Minarti Timur: 11-6 / 2-11 / 11-8
- Camilla Martin –  Lin Xiaoming: 11-9 / 11-6
- Hisako Mizui –  Cheng Yin Sat: 11-5 / 11-1
- Pernille Nedergaard –  Jihyun Marr: 11-4 / 10-12 / 12-10
- Hu Ning –  Takako Ida: 11-5 / 11-5
- Si-an Deng –  Shyu Yu-ling: 11-4 / 11-4
- Liu Yuhong –  Yuliani Santosa: 11-7 / 7-11 / 12-10
- Yasuko Mizui –  Chan Oi Ni: 6-11 / 11-5 / 11-7
- Ika Heny –  Jaroensiri Somhasurthai: 9-12 / 11-4 / 11-9
- Christine Magnusson –  Zarinah Abdullah: 11-2 / 11-9
- Ye Zhaoying –  Miki Terao: 11-5 / 11-4
- Michiyo Kitaura –  Lim Xiaoqing: w.o.
- Susi Susanti –  Kanako Yonekura: 11-9 / 11-3
- Catrine Bengtsson –  Han Jingna: 12-11 / 8-11 / 11-4
- Lee Joo Hyun –  Michiyo Kitaura: 11-4 / 11-12 / 11-2
- Camilla Martin –  Hisako Mizui: 11-4 / 10-12 / 11-6
- Pernille Nedergaard –  Hu Ning: 12-9 / 8-11 / 11-7
- Liu Yuhong –  Si-an Deng: 11-3 / 11-3
- Ika Heny –  Yasuko Mizui: 11-4 / 11-8
- Ye Zhaoying –  Christine Magnusson: 11-6 / 11-6
- Susi Susanti –  Catrine Bengtsson: 11-5 / 11-4
- Camilla Martin –  Lee Joo Hyun: 11-7 / 11-2
- Pernille Nedergaard –  Liu Yuhong: 11-6 / 8-11 / 11-7
- Ye Zhaoying –  Ika Heny: 11-3 / 11-0
- Susi Susanti –  Camilla Martin: 11-2 / 11-8
- Ye Zhaoying –  Pernille Nedergaard: 7-11 / 11-4 / 11-3
- Susi Susanti –  Ye Zhaoying: 11-6 / 10-12 / 11-8

### Herrendoppel
- Akihiro Imai /  Yasumasa Tsujita –  Peter Espersen /  Peter Rasmussen: 13-15 / 15-3 / 15-7
- Jens Eriksen /  Christian Jakobsen –  Chew Choon Eng /  Rosman Razak: 15-11 / 15-12
- Hiroki Eto /  Tatsuya Yanagiya –  Chan Siu Kwong /  Wong Wai Lap: 15-8 / 10-15 / 15-11
- Lee Kwang-jin /  Lee Suk-ho –  Chen Xingdong /  Liu Jianjun: 9-15 / 15-1 / 17-14
- Shuji Matsuno /  Shinji Matsuura –  Andrew Ibrahim /  Mark Manha: 15-2 / 15-1
- Ha Tae-kwon /  Yoo Yong-sung –  Akihiro Kishida /  Koji Ohyama: 15-4 / 15-13
- Hu Zhilang /  Lin Liwen –  Shinji Ohta /  Takuya Takehana: 15-8 / 17-14
- Horng Shin-jeng /  Huang Chuan-chen –  Erik Lia /  Ron Michels: 15-8 / 15-3
- Nick Ponting /  Julian Robertson –  Huang Zhanzhong /  Jiang Xin: 15-10 / 15-7
- Jim Laugesen /  Henrik Svarrer –  Tomokazu Taguchi /  Daisuke Yamashita: 15-3 / 15-6
- Dong Jiong /  Ge Cheng –  Siripong Siripool /  Khunakorn Sudhisodhi: w.o.
- Simon Archer /  Chris Hunt –  Makaat Hadjiberdiyev /  Muhamedoraz Muhamedorazoy: w.o.
- Fumihiko Machida /  Koji Miya –  Ernesto de la Torre /  Luis Lopezllera: w.o.
- Takuya Katayama /  Yuzo Kubota –  Vladislav Druzchenko /  Valeriy Strelcov: w.o.
- Ricky Subagja /  Denny Kantono –  Takao Hayato /  Yuji Murayama: 15-1 / 15-2
- Dong Jiong /  Ge Cheng –  Akihiro Imai /  Yasumasa Tsujita: 17-14 / 15-12
- Peter Axelsson /  Pär-Gunnar Jönsson –  Liao Kuo-mao /  Lin Liang-chun: 15-4 / 15-4
- Simon Archer /  Chris Hunt –  Fumihiko Machida /  Koji Miya: 15-7 / 15-6
- Chen Hongyong /  Chen Kang –  Yuki Nakamura /  Stephenson Sylvester: 15-1 / 15-4
- Jens Eriksen /  Christian Jakobsen –  Atsuhito Kitani /  Hitosi Ohohori: 15-10 / 15-6
- Lee Kwang-jin /  Lee Suk-ho –  Hiroki Eto /  Tatsuya Yanagiya: 15-6 / 15-12
- Ha Tae-kwon /  Yoo Yong-sung –  Shuji Matsuno /  Shinji Matsuura: 15-12 / 15-9
- Imay Hendra /  Dicky Purwotjugiono –  Pang Cheh Chang /  Wong Ewee Mun: 15-8 / 15-6
- Horng Shin-jeng /  Huang Chuan-chen –  Hu Zhilang /  Lin Liwen: 15-8 / 17-14
- Jon Holst-Christensen /  Thomas Lund –  Junya Hiwatashi /  Masahiro Yabe: 15-2 / 15-5
- Nick Ponting /  Julian Robertson –  Takuya Katayama /  Yuzo Kubota: 15-9 / 18-15
- Pramote Teerawiwatana /  Sakrapee Thongsari –  Lee Wei-jen /  Tu Tung-sheng: 15-7 / 15-1
- Rudy Gunawan /  Bambang Suprianto –  Mike Edstrom /  Kevin Han: 15-4 / 15-2
- Rudy Gunawan /  Eddy Hartono –  Masahiro Ito /  Oliver Pongratz: w.o.
- Jim Laugesen /  Henrik Svarrer –  Kazuhiko Hamakita /  Eishi Kibune: w.o.
- Ricky Subagja /  Denny Kantono –  Dong Jiong /  Ge Cheng: 15-3 / 15-3
- Peter Axelsson /  Pär-Gunnar Jönsson –  Simon Archer /  Chris Hunt: 15-12 / 15-7
- Chen Hongyong /  Chen Kang –  Jens Eriksen /  Christian Jakobsen: 15-4 / 15-12
- Lee Kwang-jin /  Lee Suk-ho –  Rudy Gunawan /  Eddy Hartono: 15-9 / 15-7
- Ha Tae-kwon /  Yoo Yong-sung –  Imay Hendra /  Dicky Purwotjugiono: 15-4 / 11-15 / 15-10
- Jon Holst-Christensen /  Thomas Lund –  Horng Shin-jeng /  Huang Chuan-chen: 15-3 / 15-10
- Pramote Teerawiwatana /  Sakrapee Thongsari –  Nick Ponting /  Julian Robertson: 15-10 / 15-10
- Rudy Gunawan /  Bambang Suprianto –  Jim Laugesen /  Henrik Svarrer: 15-7 / 15-12
- Ricky Subagja /  Denny Kantono –  Peter Axelsson /  Pär-Gunnar Jönsson: 15-7 / 8-15 / 15-9
- Chen Hongyong /  Chen Kang –  Lee Kwang-jin /  Lee Suk-ho: 15-6 / 15-10
- Jon Holst-Christensen /  Thomas Lund –  Ha Tae-kwon /  Yoo Yong-sung: 18-13 / 15-4
- Pramote Teerawiwatana /  Sakrapee Thongsari –  Rudy Gunawan /  Bambang Suprianto: 15-9 / 8-15 / 15-11
- Ricky Subagja /  Denny Kantono –  Chen Hongyong /  Chen Kang: 17-16 / 15-9
- Pramote Teerawiwatana /  Sakrapee Thongsari –  Jon Holst-Christensen /  Thomas Lund: w.o.
- Ricky Subagja /  Denny Kantono –  Pramote Teerawiwatana /  Sakrapee Thongsari: 15-11 / 12-15 / 18-16

### Damendoppel
- Jang Hye-ock /  Kim Shin-young –  Miki Hayashi /  Mika Tabata: 15-5 / 18-15
- Kim Mee-hyang /  Yoo Eun-young –  Joanne Davies /  Joanne Muggeridge: 15-6 / 15-12
- Shinobu Sasaki /  Kimiko Watanabe –  Qin Yiyuan /  Zhang Jin: 15-9 / 15-8
- Si-an Deng /  Denyse Julien –  Yoko Koizumi /  Hiromi Kuchiki: 15-8 / 15-8
- Han Jingna /  Ye Zhaoying –  Takae Masumo /  Chikako Nakayama: 15-12 / 15-7
- Hu Ning /  Liu Yuhong –  Kirika Kawaguchi /  Yasuko Mizui: 15-12 / 9-15 / 15-6
- Tokiko Hirota /  Yuko Koike –  Feng Mei-ying /  Jou Yu-Lin: 15-8 / 15-2
- Marlene Thomsen /  Anne Mette Bille –  Hiromi Ohkubo /  Sumie Takaiwa: 15-2 / 15-7
- Tomomi Matsuo /  Kyoko Sasage –  Uiya Lazaryeva /  Victoriya Zeluyko: w.o.
- Maria Bengtsson /  Erica van den Heuvel –  Viktoria Evtushenko /  Elena Nozdran: w.o.
- Yoshiko Iwata /  Fujimi Tamura –  Zarinah Abdullah /  Chin Yen Peng: w.o.
- Finarsih /  Lili Tampi –  Akiko Miyamura /  Takako Ota: 15-2 / 15-13
- Jang Hye-ock /  Kim Shin-young –  Ko Hsin-lin /  Lee Suh-ling: 15-1 / 15-3
- Chen Ying /  Wu Yuhong –  Chan Oi Ni /  Ngan Fai: 15-8 / 15-3
- Akiko Michiue /  Masako Sakamoto –  Kim Mee-hyang /  Yoo Eun-young: 15-6 / 15-1
- Lotte Olsen /  Lisbet Stuer-Lauridsen –  Miwa Kai /  Keiko Nakahara: 15-2 / 15-1
- Shinobu Sasaki /  Kimiko Watanabe –  Rosiana Tendean /  Nonong Denis Zanati: 15-11 / 15-7
- Joanne Goode /  Gillian Gowers –  Chen Hsiao-li /  Shyu Yu-ling: 15-8 / 15-6
- Tomomi Matsuo /  Kyoko Sasage –  Si-an Deng /  Denyse Julien: 8-15 / 15-12 / 15-9
- Han Jingna /  Ye Zhaoying –  Yoshiko Iwata /  Fujimi Tamura: 15-11 / 15-8
- Maria Bengtsson /  Erica van den Heuvel –  Haruko Matsuda /  Aiko Miyamura: 15-11 / 15-18 / 15-12
- Chung So-young /  Gil Young-ah –  Cheng Yin Sat /  Chung Hoi Yuk: 15-8 / 15-8
- Tokiko Hirota /  Yuko Koike –  Hu Ning /  Liu Yuhong: 15-3 / 15-3
- Eliza Nathanael /  Zelin Resiana –  Junko Hashimoto /  Kyomi Isozaki: 15-13 / 15-9
- Marlene Thomsen /  Anne Mette Bille –  Lin Yanfen /  Pan Li: 15-9 / 15-10
- Christine Magnusson /  Lim Xiaoqing –  Plernta Boonyarit /  Pornsawan Plungwech: w.o.
- Julie Bradbury /  Gillian Clark –  María de la Paz Luna Félix /  Miho Tanaka: w.o.
- Finarsih /  Lili Tampi –  Jang Hye-ock /  Kim Shin-young: 18-15 / 15-17 / 15-12
- Chen Ying /  Wu Yuhong –  Akiko Michiue /  Masako Sakamoto: 15-9 / 15-10
- Lotte Olsen /  Lisbet Stuer-Lauridsen –  Shinobu Sasaki /  Kimiko Watanabe: 15-1 / 15-7
- Joanne Goode /  Gillian Gowers –  Tomomi Matsuo /  Kyoko Sasage: 15-0 / 15-2
- Han Jingna /  Ye Zhaoying –  Julie Bradbury /  Gillian Clark: 15-11 / 8-15 / 15-13
- Chung So-young /  Gil Young-ah –  Maria Bengtsson /  Erica van den Heuvel: 17-18 / 15-4 / 15-12
- Eliza Nathanael /  Zelin Resiana –  Tokiko Hirota /  Yuko Koike: 15-7 / 9-15 / 15-11
- Christine Magnusson /  Lim Xiaoqing –  Marlene Thomsen /  Anne Mette Bille: 15-9 / 15-13
- Finarsih /  Lili Tampi –  Chen Ying /  Wu Yuhong: 15-7 / 15-8
- Lotte Olsen /  Lisbet Stuer-Lauridsen –  Joanne Goode /  Gillian Gowers: 15-13 / 15-8
- Chung So-young /  Gil Young-ah –  Han Jingna /  Ye Zhaoying: 15-12 / 15-10
- Eliza Nathanael /  Zelin Resiana –  Christine Magnusson /  Lim Xiaoqing: 15-7 / 10-15 / 15-6
- Finarsih /  Lili Tampi –  Lotte Olsen /  Lisbet Stuer-Lauridsen: 6-15 / 15-7 / 15-9
- Chung So-young /  Gil Young-ah –  Eliza Nathanael /  Zelin Resiana: 15-10 / 15-4
- Chung So-young /  Gil Young-ah –  Finarsih /  Lili Tampi: 15-11 / 15-11

### Mixed
- Liu Jianjun /  Wang Xiaoyuan –  Henrik Svarrer /  Pernille Nedergaard: 15-12 / 15-11
- Lee Suk-ho /  Yoo Eun-young –  Yoko Fujimoto /  Katsushi Koga: 15-0 / 15-7
- Jens Eriksen /  Anne Mette Bille –  Paulus Firman /  S. Herawati: 15-8 / 15-11
- Chris Hunt /  Gillian Clark –  Lee Wei-jen /  Jou Yu-Lin: 15-2 / 15-2
- Huang Chuan-chen /  Feng Mei-ying –  Sergey Galich /  Uiya Lazaryeva: w.o.
- Kusamao Suzuki /  Miki Hayashi –  Siripong Siripool /  Plernta Boonyarit: w.o.
- Thomas Lund /  Marlene Thomsen –  Liao Gwo-Hwa /  Lee Suh-ling: 15-6 / 15-1
- Nick Ponting /  Joanne Goode –  Akihiro Imai /  Miwa Kai: 15-11 / 15-7
- Michael Søgaard /  Gillian Gowers –  Stephenson Sylvester /  Mika Tabata: 15-9 / 15-3
- Ron Michels /  Erica van den Heuvel –  Lee Suk-ho /  Yoo Eun-young: 15-8 / 8-15 / 15-4
- Aryono Miranat /  Rosalina Riseu –  Julian Robertson /  Fujimi Tamura: 15-8 / 15-4
- Huang Chuan-chen /  Feng Mei-ying –  Jim Laugesen /  Lisbet Stuer-Lauridsen: 15-4 / 12-15 / 15-11
- Jon Holst-Christensen /  Catrine Bengtsson –  Lee Kwang-jin /  Kim Mee-hyang: 15-6 / 15-2
- Chris Hunt /  Gillian Clark –  Shinji Matsuura /  Masako Sakamoto: 15-4 / 15-10
- Chen Xingdong /  Sun Man –  Takao Hayato /  Miyuki Mishida: 15-5 / 15-7
- Christian Jakobsen /  Lotte Olsen –  Kusamao Suzuki /  Miki Hayashi: 15-8 / 15-4
- Jiang Xin /  Zhang Jin –  Simon Archer /  Joanne Davies: 15-10 / 15-7
- Ha Tae-kwon /  Kim Shin-young –  Chan Siu Kwong /  Chung Hoi Yuk: 8-15 / 15-4 / 15-7
- Pär-Gunnar Jönsson /  Maria Bengtsson –  Liu En-hung /  Ko Hsin-lin: 15-1 / 15-8
- Yoo Yong-sung /  Jang Hye-ock –  Mike Edstrom /  Kathy Zimmerman: w.o.
- Liu Jianjun /  Wang Xiaoyuan –  Khunakorn Sudhisodhi /  Sujitra Ekmongkolpaisarn: w.o.
- Jens Eriksen /  Anne Mette Bille –  Valeriy Strelcov /  Viktoria Evtushenko: w.o.
- Thomas Lund /  Marlene Thomsen –  Yoo Yong-sung /  Jang Hye-ock: 8-15 / 17-16 / 15-7
- Nick Ponting /  Joanne Goode –  Liu Jianjun /  Wang Xiaoyuan: 15-9 / 8-15 / 15-11
- Michael Søgaard /  Gillian Gowers –  Ron Michels /  Erica van den Heuvel: 15-9 / 18-14
- Aryono Miranat /  Rosalina Riseu –  Huang Chuan-chen /  Feng Mei-ying: 15-8 / 15-2
- Jon Holst-Christensen /  Catrine Bengtsson –  Jens Eriksen /  Anne Mette Bille: 15-3 / 15-11
- Chen Xingdong /  Sun Man –  Chris Hunt /  Gillian Clark: 15-10 / 18-13
- Christian Jakobsen /  Lotte Olsen –  Jiang Xin /  Zhang Jin: 15-1 / 15-6
- Ha Tae-kwon /  Kim Shin-young –  Pär-Gunnar Jönsson /  Maria Bengtsson: 15-9 / 15-3
- Thomas Lund /  Marlene Thomsen –  Nick Ponting /  Joanne Goode: 15-5 / 15-8
- Michael Søgaard /  Gillian Gowers –  Aryono Miranat /  Rosalina Riseu: 15-7 / 15-12
- Jon Holst-Christensen /  Catrine Bengtsson –  Chen Xingdong /  Sun Man: 15-10 / 15-4
- Christian Jakobsen /  Lotte Olsen –  Ha Tae-kwon /  Kim Shin-young: 15-7 / 15-13
- Jon Holst-Christensen /  Catrine Bengtsson –  Christian Jakobsen /  Lotte Olsen: 15-2 / 15-3
- Michael Søgaard /  Gillian Gowers –  Thomas Lund /  Marlene Thomsen: w.o.
- Jon Holst-Christensen /  Catrine Bengtsson –  Michael Søgaard /  Gillian Gowers: 15-7 / 15-9